# Адепт-початківець

Обкладинка першого видання першої книги циклу (1980)

«Адепт-початківець» (англ. «Apprentice Adept») — цикл з семи книг американського письменника Пірса Ентоні, написаних в жанрах наукової фантастики та фентезі. Події книг циклу відбуваються на планетах Фаз і Протон — двох світах, які займають одне й те ж саме місце в різних площинах реальності. Фаз — квітучий світ, в якому діє магія, тоді як Протон — безплідна, але надзвичайно багата на корисні копалини технологічно розвинена планета. На початку циклу кожна особа, яка народилася на Фазі або Протоні, має аналога, який мешкає в іншому світі. Ті, хто не має такого аналога (наприклад, емігрант з іншої планети оселяється на Протоні, або якщо один з аналогів вмирає), можуть переходити до іншого світу крізь енергетичну «завісу», яка розділяє дві реальності.
Цикл складається з таких книжок (в дужках позначений рік першого видання):
- «Розщеплена безкінечність» («Split Infinity», 1980)
- «Синій адепт» («Blue Adept», 1982)
- «Суміщення» («Juxtaposition», 1983)
- «Розфазування» («Out of Phaze», 1987)
- «Робот-адепт» («Robot Adept», 1988)
- «Вістря єдинорога» («Unicorn Point», 1989)
- «Фазовий сумнів» («Phaze Doubt», 1990)

Перші три книги описують пригоди протонського кріпака на ймення Стайл, який потрапляє до Фаза і стає там впливовою політичною фігурою. Наступні три книги присвячені пригодам Маха (сина оригінального Синього адепта) і Бейна (сина Стайла). Нарешті, головними героями сьомої книги циклу є дев’ятирічні діти Маха і Бейна — Флах і Непе.

## Всесвіт

### Протон
У всесвіті книжок циклу Протон — лише єдина з багатьох планет Галактики, населених людьми. Більша частина атмосфери планети була знищена у процесі добування протоніту, надзвичайно цінного енергоносія, і мешканці Протона змушені жити в містах, накритих куполами, під якими штучно підтримуються сприятливі для життя умови.
Незважаючи на розвинену науку і технології, соціально-економічний уклад життя на Протоні нагадує середньовіччя. Планетою керують нечисленні казково багаті громадяни, але переважну більшість її населення складають так звані кріпаки. Кожен кріпак працює на когось з громадян; кріпаки повинні увесь час зоставатись повністю голими і не мають права одягатись інакше, ніж за прямим наказом свого роботодавця. Громадянин має цілковиту владу над своїми кріпаками і може робити з ними все, що йому заманеться. Однак попри це кріпаки не є насправді рабами: усі вони обрали кріпацтво добровільно. Після двадцяти років роботи на громадянина кріпак покидає планету, одержуючи як платню один грам протоніту. Хоча на самому Протоні це досить мізерна сума, за його межами її достатньо, щоб зробити колишнього кріпака заможною людиною, забезпечивши його на всю решту життя. Багато кріпаків воліли б залишитись на Протоні і по закінченню двадцятирічного терміну, але це зазвичай неможливо.
Окрім Громадян та кріпаків Протон також населяють роботи, деякі з яких усвідомлюють себе і користуються свободою волі; на початку першої книги циклу наявність у роботів свободи волі широко не відома і тримається роботами у таємниці. У всесвіті «Адепта» людство контактує з інопланетними розумними істотами, деякі з яких також мешкають на Протоні.

#### Гра
Головною розвагою кріпаків у вільний від роботи час є Гра. У Грі беруть участь дві особи; матч Гри починається з визначення способу гри за так званою ігровою консоллю. Початково ігрова консоль має вигляд таблиці, по стовпцях якої знаходяться чотири категорії гри: 1) фізична, 2) розумова, 3) азартна або 4) мистецька, а рядки визначають, як гравці вестимуть гру: а) голими, б) за допомогою знаряддя чи зброї, в) за допомогою машин або д) тварин. Один з гравців обирає стовпчик, другий — рядок. Після того, як початкова природа наступної гри визначена, гравці у схожій спосіб конкретизують її умови далі; наприклад, комбінація мистецька/голий в одному матчі може стати змаганням в танцях, а в іншому — в умінні складати вірші експромтом. Комбінація азартна/знаряддя охоплює, між іншими, настільні та карткові ігри; більшість загальновідомих видів спорту належать до категорії фізичних ігор. Таким чином неможливо передбачити, яких саме знань та навичок потребуватиме даний конкретний матч. 
Обираючи вид гри, досвідчений гравець застосовує своє знання опонента для того, щоб обрати вид змагання, яким він сам володіє найкраще, а противник — найгірше. Зрозуміло, що можливості для цього обмежені, позаяк гравці роблять свій вибір по черзі.
Щороку між найуспішнішими гравцями влаштовується Турнір. Якщо у фіналі Турніру перемагає кріпак, він автоматично отримує протонське громадянство і здобуває відсоток річного видобутку протоніту, якій приблизно дорівнює одному кілограму на момент здобуття громадянства. Решта учасників Турніру, яким вдалося протриматись до фіналу, здобувають право продовжити термін свого кріпацтва ще на рік на додаток до стандартних двадцяти.
Громадяни не тільки беруть участь у Грі, але й закладаються між собою щодо її результатів на величезні суми. Якщо громадянин програє на цих парі більше, ніж може сплатити зі своєї долі у видобутку протонітових шахт, йому забороняється робити ставки до відновлення своєї платоспроможності.

### Фаз
На відміну від Протона Фаз — квітучий зелений світ. Окрім людей, його населяють кілька видів фантастичних істот: єдинороги, вовкулаки, вампіри, тролі, а також звіроголові — люди з головами тварин, такі як Мінотавр або Анубіс. Як й у класичній літературі жанру фентезі, магія є частиною повсякденного життя на Фазі. Джерелом магічної енергії є фазіт — аналог протоніту по  іншу сторону завіси між світами.
Так же, як магія повністю відсутня на Протоні, на Фазі у схожій спосіб неможливі будь-які високі технології. Наприклад, коли один з протонітських самосвідомих роботів перетнув завісу, він відразу вимкнувся і залишався вимкненим, поки його не повернули до рідного виміру. Пізніше того же самого робота за допомогою магії вдалося обернути на голема, який був спроможний активно діяти в обох світах, живлячись електрикою на Протоні і магічною енергією — на Фазі.
Більшість людей на Фазі певною мірою володіють магією, але не є професійними чародіями. Виняток становлять адепти — надзвичайно потужні чаклуни. Адепти зазвичай іменуються за кольорами: Білий адепт, Жовтий адепт, Коричневий адепт тощо. Кожен з адептів спеціалізується в окремій галузі магічного мистецтва і має власну, відмінну від інших техніку створення чар: наприклад, Білий адепт чаклує, викреслюючи магічні знаки, Жовтий адепт варить зілля; Коричневий адепт — єдиний, хто вміє створювати големів та оживляти їх. Магія адептів практично всесильна; лише адепти здатні впливати на магічно резистентних істот, таких, як єдинороги та звіроголові. Адепти приблизно рівні один одному магічною силою — як правило, адепт неспроможний магічно підкорити іншого адепта на скільки-небудь тривалий час; однак, діючи спільно, група адептів здатна перемогти одиночного адепта.
Магія на Фазі діє в рамках фундаментальних законів, які є невід’ємною властивістю цього світу так же, як у немагічному світі — закон всесвітнього тяжіння. Зокрема, будь-який спосіб магічної дії може бути використаний однією особою лише один раз. Таким чином, чародій має постійно вигадувати нові заклинання (зілля, магічні знаки, жести, амулети — залежно від своєї техніки створення чар) для виконання одних і тих же самих магічних дій. Цей закон поширюється і на магію адептів.

#### Єдинороги
Єдинороги у всесвіті серіалу дещо відрізняються від традиційного для літератури фентезі канону. Єдинороги Фаза — такі ж розумні істоти, як і люди. Усі єдинороги — перевертні; вони можуть приймати людську форму, а також форму якоїсь іншої тварини; третя форма у кожного єдинорога індивідуальна і набувається в процесі навчання. В людській формі єдинороги можуть розмовляти; у своїй природній формі вони спілкуються за допомогою звуків, які видають своїм рогом. Ріг єдинорогів порожній всередині і має кілька отворів, які єдинороги можуть закривати і відкривати, змінюючи висоту тону і створюючи акорди. Усі єдинороги — природжені музиканти. Кожен з єдинорогів, описаних у серіалі, імітує своїм рогом якийсь музичний інструмент; це також індивідуальна риса. Наприклад, ріг Нейси, однієї с основних персонажів циклу, звучить як губна гармоніка, а ріг її брата Кліпа імітує саксофон. 
Єдинороги забарвлені значно більш різноманітно, ніж коні та інші копитні: їхнє хутро може бути будь-якого кольору, включаючи синій і зелений та їхні відтінки, зовсім нехарактерні для хутра тварин. Власне, особини, які забарвлені лише традиційними для копитних кольорами, вважаються серед єдинорогів потворами і стають ізгоями в їхньому суспільстві.
Забарвлення хутра єдинорогів має магічні властивості. Наприклад, «шкарпетки», створені інакшим забарвленням хутра на нижній частині ніг, можна стягнути, як справжню шкарпетку. Пара таких шкарпеток створює довкола людини, яка їх зодягнула, магічну ілюзію, завдяки якій інші бачать замість людини єдинорога такого ж кольору, як і самі шкарпетки.

#### Оракул
Ще однією особливістю магічного світу Фаза є Оракул. Власне Оракул постійно схований від зовнішнього погляду всередині свого палацу за причин, які розкриваються  у пізніших книжках серіалу, але відвідувачі можуть спілкуватися з ним за допомогою переговорних трубок. Кожному запитуючому Оракул відповідає лише на єдине запитання. Відповіді Оракула Фаза, як і пророцтва античного Дельфійського Оракула, як правило, загадкові і незрозумілі, але завжди влучні, хоча це і не відразу стає очевидним.

#### Адепти
Як вже було зазначено, більшість адептів Фаза називаються за кольорами; кожний адепт має власну, притаманну тільки йому техніку створення чар. Адептами можуть бути і чоловіки, і жінки, і будь-які розумні істоти, що мешкають у цьому світі.
Адепти та їхня магічна спеціалізація:
- Синій адепт створює чари за допомогою римованих заклинань. Граючи на музичному інструменті, він збирає магічну силу, а за допомогою слів оформлює і направляє її.
- Жовтий адепт користується зіллями.
- Червоний адепт створює і використовує амулети.
- Білий адепт чаклує, викреслюючи магічні знаки на будь-якій поверхні.
- Чорний адепт — володар ліній. Він може створити будь-що (стіну, палац, дракона) з простих одновимірних ліній.
- Зелений адепт панує над вогнем. Його чари реалізуються за допомогою жестів.
- Помаранчевий адепт панує над рослинами.
- Магія Пурпурового адепта пов’язана з геологією (створення землетрусів та таке інше).
- Коричневий адепт вміє створювати та оживляти големів.
- Сірий адепт з’являється тільки у другій книзі серіалу, «Синій адепт», але у подальших книгах більше не згадується. Його спеціалізація та магічна техніка зостаються невідомими.
- Прозорий адепт має владу над водою та її витворами.
- Брунатний адепт володіє магією «дурного ока», яка дозволяє йому підкорити живу істоту і змусити її виконати будь-який набір наказів.
- Адепт ключа ніколи не мав кольору. Він був обраний для гри на «платиновій флейті» для того, щоб сумістити просторові структури Фаза і Протона. Його єдина магічна здібність полягає у грі на цій флейті.
- Робот-адепт — титул, який офіційно отримав Мах, син оригінального Синього адепта і Шини. Для того, щоб стати адептом, він скористався Книгою. Однак у книзі «Суміщення» Робот-адептом зветься Шина, біоробот з Протона, якій вдалося перетнути завісу між світами. Вона також скористалася Книгою Магії і внаслідок цього стала адептом.
- Адепт-єдиноріг — титул Флаха, сина Маха і Флети.
- Гектар-адепт — інопланетянка на ймення Вева. Вона частково вовк, частково кажан, і частково людина. Її протонський аналог, Беман — подібне ж злиття гектара (назва інопланетної раси), робота і людини. Вона народилася під Західним полюсом Фаза і була вихована звіроголовими, які жили там. Припускається, хоча напряму ніколи не стверджується, що вона вчилася по Книзі Магії, і тому не обмежена якоюсь єдиною технікою створення чар. Це також стосується Робот-адепта і Адепта-єдинорога.

## Огляд сюжету

### «Розщеплена безкінечність»
Протонського кріпака Стайла, досвідченого гравця і неперевершеного наїзника, переслідує на Протоні невідомий ворог. Йому вдається втекти через завісу до загадкового фантазійного світу. На Фазі він зустрічається із Нейсою, самицею єдинорога, й узнає про свою магічну спадщину як протонського аналога Синього адепта, який щойно загинув. Він кілька разів повертається на Протон, де намагається викрити свого ворога і розвиває стосунки із своєю коханкою Шиною, повністю людиноподібним самосвідомим біороботом.

### «Синій Адепт»
Стайл здобуває на Фазі неабиякий вплив як Синій адепт, пісні та поеми якого мають неперевершену магічну силу. Однак на Протоні йому загрожує депортація, і він бере участь у Турнірі, сподіваючись виграти громадянство. Його ворогом на Фазі виявляється Червоний адепт, жінка-виробниця амулетів, чий аналог на Протоні — кріпачка, яка також змагається на Турнірі. Стайл перемагає її у двобої на Фазі і на Турнірі на Протоні, що призводить до її вигнання з обох світів.

### «Суміщення»
Внаслідок років видобування високоенергійного мінералу протоніту на Протоні між двома спорідненими світами утворився дисбаланс. Щоб компенсувати цей дисбаланс, Стайл, адепт на Фазі і громадянин на Протоні, мусить зіставити просторові структури Фаза і Протона і перемістити частину фазіту з Фаза до Протона. Без цього обом світам загрожує повне знищення. Однак він зустрічає опір з боку частини протонських громадян і фазових адептів, котрі наразі успіху цієї операції втратять значну частину своєї влади.

### «Розфазування»
Цією книгою починається розповідь про пригоди Маха и Бейна. Мах — біоробот, син оригінального Синього адепта и Шини, а Бейн — син Стайла і колишньої дружини Синього адепта. Обоє довідуються про те, що можуть легко переходити в інший вимір, але мають труднощі із поверненням назад. Обоє знаходять кохання в іншому вимірі: Мах зустрічає єдинорога Флету, дочку Нейси, тоді як Бейн закохується в Агапе, аморфну іншопланетянку.

### «Робот-Адепт»
Під час конфлікту з питань честі між Махом і Бейном Мах вивчає магію по Книзі Магії і стає Роботом-адептом.

### «Вістря єдинорога»
Ця книга розповідає про пригоди Флаха (сина Маха і Флети) і Непе (сина Бейна й Агапе), які успадкували магічну силу від своїх батьків.

### «Фазовий сумнів»
Агресивні інопланетяни роблять спробу підкорити Фаз. Лісандр, інопланетний розум у людському тілі, має завдання знищити сили опору зсередини, але узнає, що пророцтво Оракула зробило його ключовою фігурою планетарної оборони, хоча він і зберігає вірність інопланетним завойовникам.